# 世系
世系又稱谱系，是指血缘的存续关系，人們通過世系可以找到一些人的最近共同祖先。一般人們通過母系世系或父系世系追溯自己的祖先，有些人可能只能通過父系或母系世系來追溯祖先，因為有些文化認為父系或母系的某一方更重要。